# Child of Light
Child of Light är ett plattformsrollspel utvecklat av Ubisoft Montreal och gavs ut av Ubisoft. Spelaren styr Aurora, ett barn som rövats bort från sitt hem och som, i sin strävan att återvända hem, måste skaffa tillbaka solen, månen och stjärnorna som hålls fångna av den mystiska Queen of the Night.
Spelet gavs ut till Microsoft Windows, Playstation 3, Playstation 4, Wii U, Xbox 360 och Xbox One i april-maj 2014, samt till Playstation Vita i juli 2014. Den drivs av UbiArt Framework, en egenutvecklad spelmotor från Ubisoft som tidigare använts i Rayman Origins och dess uppföljare, Rayman Legends.